# Cílix (heroi grec)
Cílix (en grec antic Κίλιξ), segons la mitologia grega, fou un heroi grec, fill d'Agenor i de Telefaassa. Se'l considera epònim de la Cilícia.
El seu pare l'envià a cercar la seua germana Europa, raptada per Zeus, juntament amb la seva mare i els seus germans Cadme i Fènix, però com que no la trobà s'aturà i s'establí al país de Lícia, a l'Àsia Menor, on arribà a regnar.
Altres autors el fan fill de Cassiopea i de Fènix, que altres genealogies diuen que era el seu germà. Llavors té com a germans Tasos i Tebe. Cílix es va aliar amb Sarpèdon en una expedició contra els licis, que eren veïns seus. Després de la victòria compartí una part de Lícia amb el seu aliat.